# TT12
| D2 · r | Z4 · N1 | i | i |

| D2 · r | Z4 · N1 | i | i |

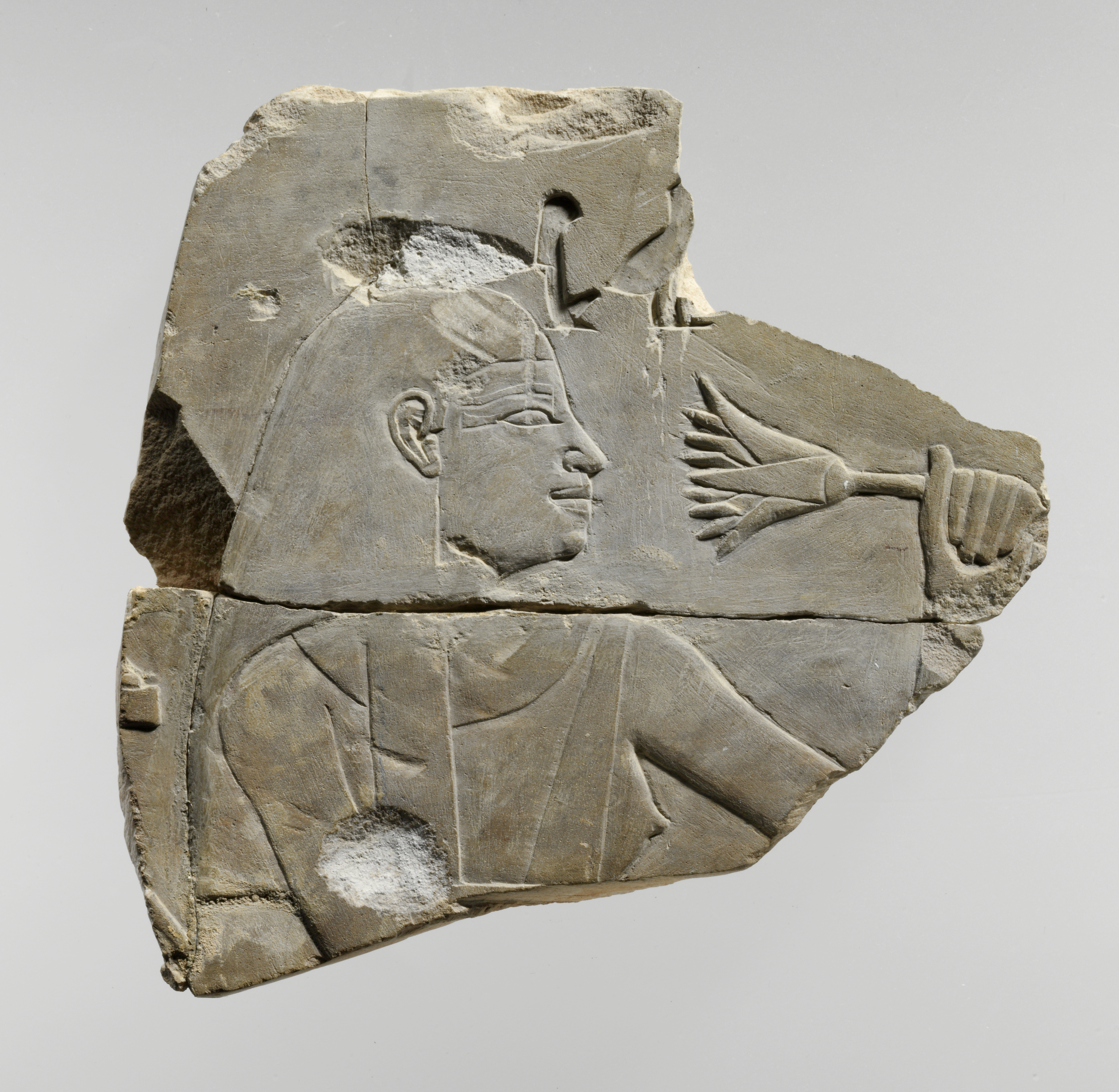
Mesu aspira il profumo da un loto

TT12 (Theban Tomb 12) è la sigla che identifica una delle Tombe dei Nobili ubicate nell’area della cosiddetta Necropoli Tebana, sulla sponda occidentale del Nilo dinanzi alla città di Luxor, in Egitto. Destinata a sepolture di nobili e funzionari connessi alle case regnanti, specie del Nuovo Regno, l'area venne sfruttata, come necropoli, fin dall'Antico Regno e, successivamente, sino al periodo Saitico (con la XXVI dinastia) e Tolemaico.

## Titolare
TT12 Era la tomba di:
| Titolare | Titolo                                                      | Necropoli       | Dinastia/Periodo                                             | Note                           |
| -------- | ----------------------------------------------------------- | --------------- | ------------------------------------------------------------ | ------------------------------ |
| Hery     | Sovrintendete ai granai della regina e madre del re Ahhotep | Dra Abu el-Naga | XVII dinastia (Seqenenra Ta'o); XVIII dinastia (Amenhotep I) | a nord, accessibile dalla TT11 |

## Biografia
Ahmosi fu la madre di Hery che ricopriva l'incarico di Sovrintendete ai granai della sposa del re e della regina madre. Mesu fu sua moglie; Ahmose, Amenmes, i figli e Bakamun e Tjentnub le figlie.

## La tomba
La tomba di Hery (scritto anche Hray o Hari) è sita nei pressi della TT11, e funge da collegamento con una terza tomba, la TT399. Costituita da un lungo corridoio, in un dipinto parietale sono rappresentati i figli Ahmose, Amenmes, e le figlie Bakamun e Tjentnub, nell'atto di presentare offerte al loro padre. Un rilievo rappresenta la "signora Mesu" nell'atto di aspirare il profumo da un fiore di loto. In altra scena il defunto a caccia di gazzelle, a piedi, nel deserto. All'interno della tomba si trovano anche graffiti in demotico risalenti al periodo tolemaico

### Annotazioni
1. ↑  La prima numerazione delle tombe, dalla numero 1 alla 253, risale al 1913 con l’edizione del "Topographical Catalogue of the Private Tombs of Thebes" di Alan Gardiner e Arthur Weigall. Le tombe erano numerate in ordine di scoperta e non geografico; ugualmente in ordine cronologico di scoperta sono le tombe dalla 253 in poi.
2. ↑  I campi della Duat, ovvero l'aldilà egizio, si trovavano, secondo le credenze, proprio sulla riva occidentale del grande fiume.
3. ↑  Nella sua epoca di utilizzo, l'area era nota come "Quella di fronte al suo Signore" (con riferimento alla riva orientale, dove si trovavano le strutture dei Palazzi di residenza dei re e i templi dei principali dei) o, più semplicemente, "Occidente di Tebe".
4. ↑  le Tombe dei Nobili, benché raggruppate in un'unica area, sono di fatto distribuite su più necropoli distinte.
5. ↑  Le note, sovente di inquadramento topografico della tomba, sono tratte dal "Topographical Catalogue" di Gardiner e Weigall, ed. 1913 e fanno perciò riferimento alla situazione dell'epoca.

### Fonti
1. 1 2  Porter e Moss 1927,  p. 24.
2. ↑  Gardiner e Weigall 1913.
3. ↑  Donadoni 1999,  p. 115.
4. ↑  Porter e Moss 1927,  pp. 24-25.